# Globe Swift
Pour les articles homonymes, voir Swift.

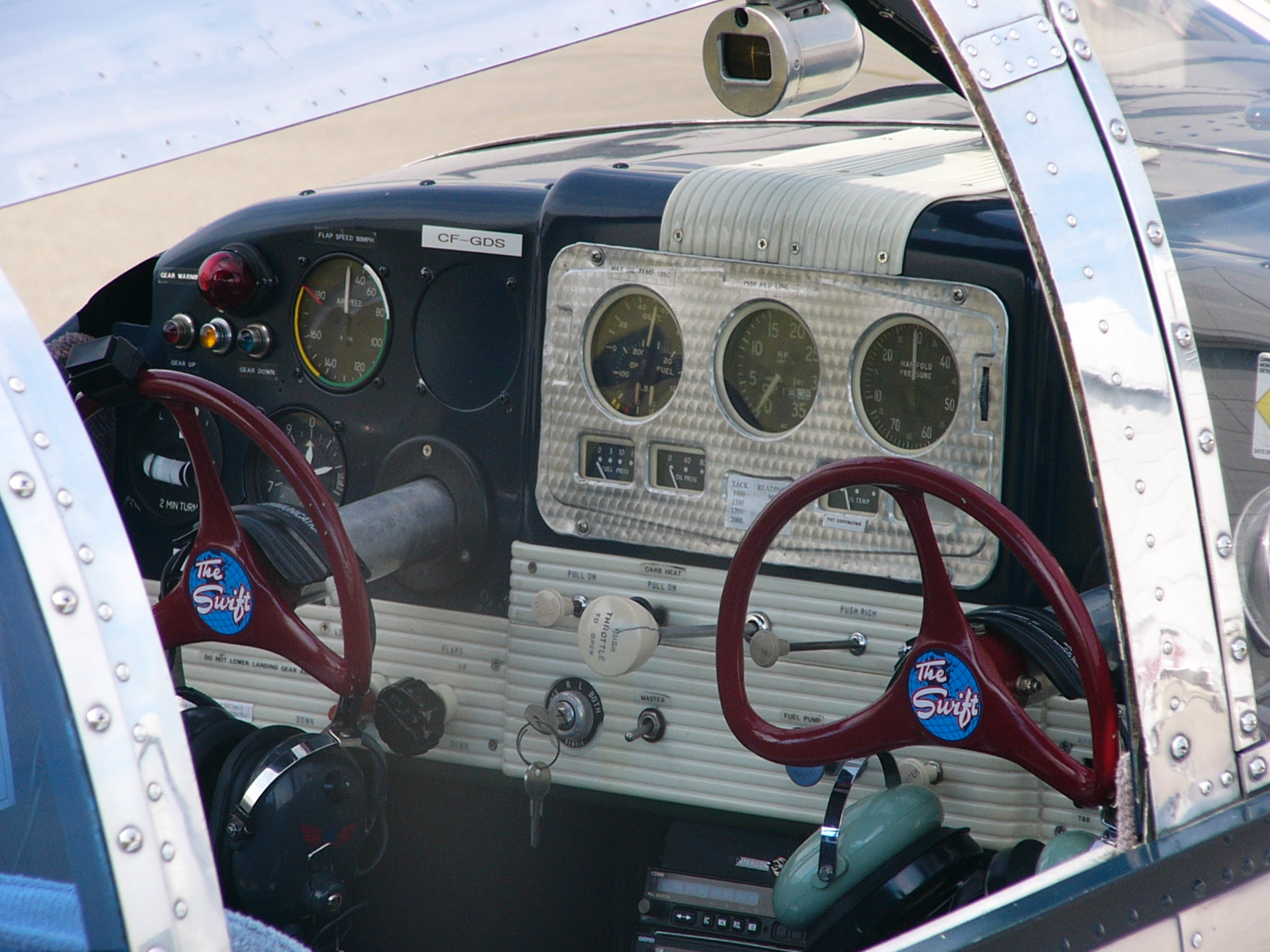
Tableau de bord

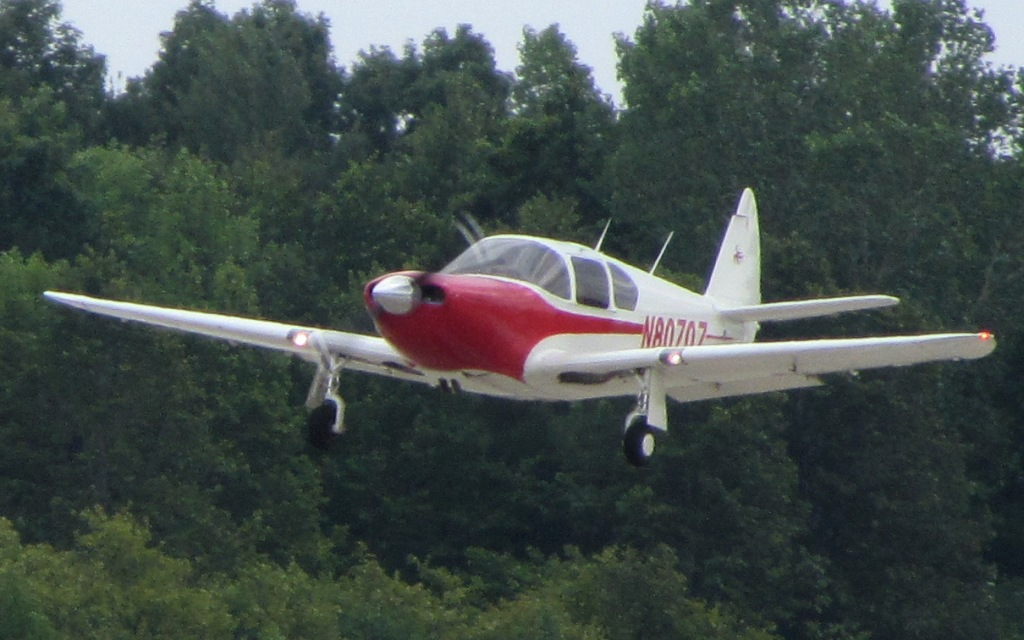
TEMCO GC-1B Swift à l'atterrissage

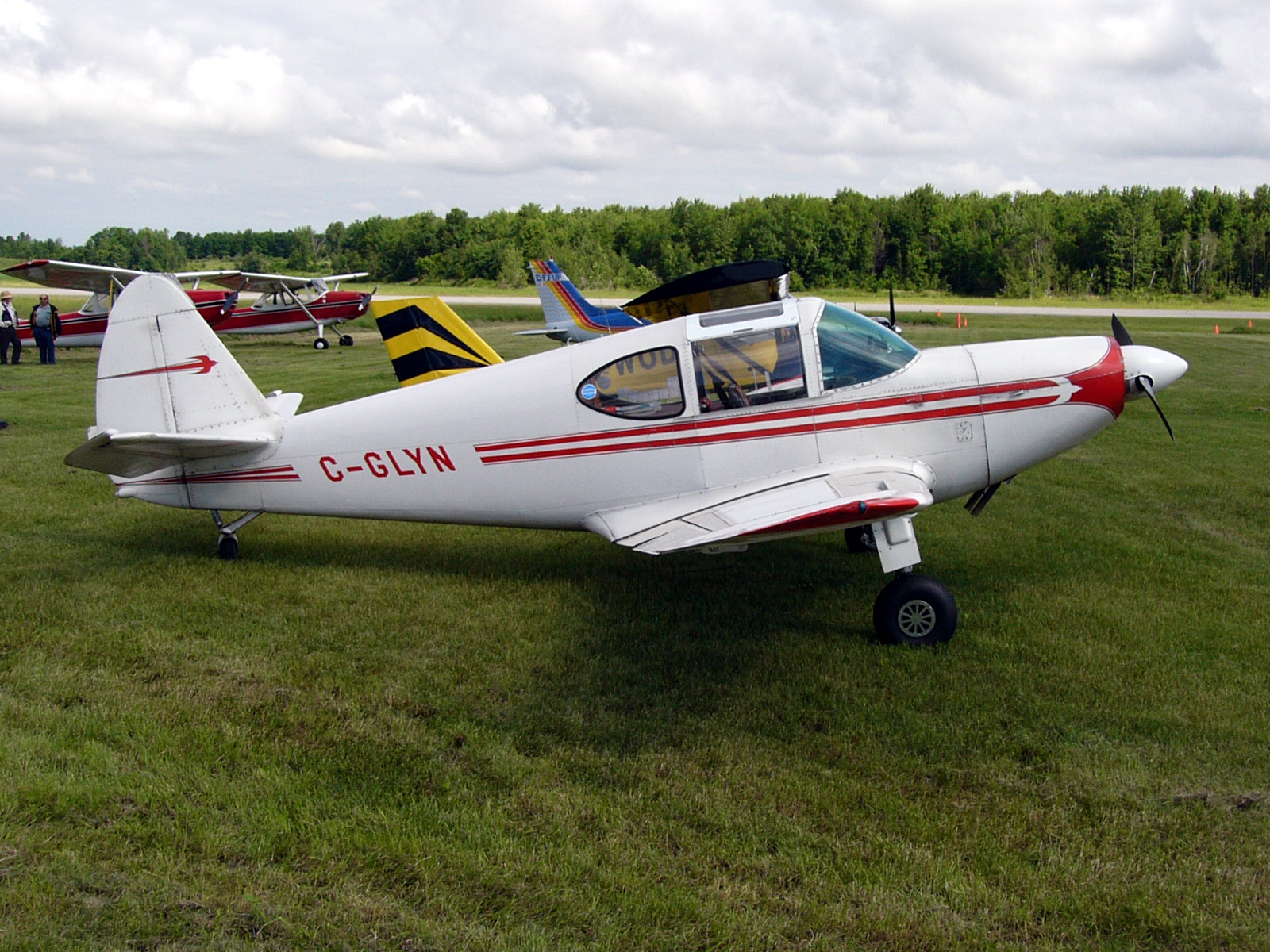
TEMCO GC-1B Swift

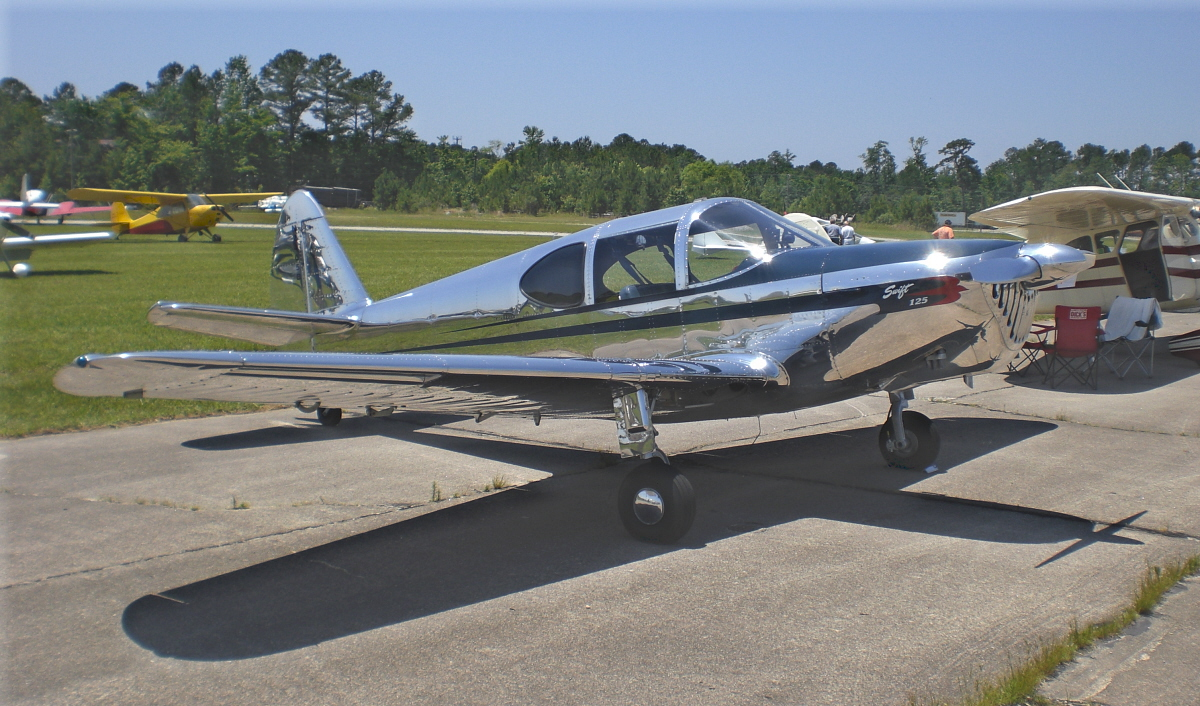
TEMCO GC-1B Swift 125

Le Globe Swift, aussi désigné Globe/Temco Swift, est un avion léger de tourisme biplace monoplan datant de la Seconde Guerre mondiale.

## Conception
Le Swift a été conçu par R.S. "Pop" Johnson en 1940. La conception a été financée par John Kennedy, Président de la "Globe Medicine Company", qui à fondé une nouvelle société la "Globe Aircraft Company" en vue de le produire. La Seconde Guerre mondiale a interrompu le projet, mais dès 1945 le GC-1A Swift de 85 ch, redessiné par K.H."Bud" Knox, a été présenté comme le « All Metal Swift » (la structure des deux premiers prototypes de Johnson étant bois/métal). Le premier Swift, N33336, GC-lA s/n 2, utilisé pour tous les tests en vol, et l'obtention de son certificat de navigabilité le 7 mai 1946 est toujours en état de vol et est exposé à la Swift Museum Foundation à Athens (Tennessee). l'avion a ensuite très peu évolué jusqu'à son entrée en production.  Globe a produit 408 GC-1A.
Plus tard cette même année, le Swift a été équipé d'un moteur de 125 ch et fut désigné GC-1B. Globe, associé avec Temco Aircraft (en), construisit 833 GC-1B en 6 mois. Les avions ayant été construits avant même d'avoir reçu les commandes correspondantes, Globe n'a pas pu vendre la totalité de la production et a été contraint à la faillite en 1947. TEMCO, le plus gros créancier, a racheté pour 328 000 $ le certificat de navigabilité, les outillages, les pièces et les avions invendus, dans l'espoir de relancer la production pour rembourser les pertes. TEMCO construisit 260 avions supplémentaires avant d'arrêter définitivement la production le 23 août 1951.
Le certificat de navigabilité du Swift et l'outillage de production a été récupéré par Universal Aircraft Corporation (renommé plus tard Univair Aircraft Corporation (en)  ), puis, jusqu'en 1979 par la Swift Museum Foundation, sous la direction de son président Charlie Nelson .

## Utilisation
Une version originale, considérée comme un nouvel avion, le Temco T-35 Buckaroo (en), a été conçue dans un premier temps pour répondre à l'appel d'offre de l'United States Air Force pour un avion école, avant d'être utilisé comme un avion d'entraînement militaire. Quelques-uns de ces avions ont ensuite été mis en vente sur le marché civil.